# Auchenipterinae
Die Auchenipterinae (Gr.: „auchen“ = Nacken + „pteryx“, -„igos“ = Flosse, wegen der weit vorn sitzenden Rückenflosse) sind eine Unterfamilie der Falschen Dornwelse (Auchenipteridae), zu der über 70 Arten gehören. Mit Ausnahme einer Art (Ageneiosus pardalis im Río Tuira in Panama) kommen die Auchenipterinae nur in Südamerika vor. Alle leben in Süßgewässern, Pseudauchenipterus nodosus geht auch in Brackwasser.

## Merkmale
Die Auchenipterinae werden je nach Art 5 bis 59 cm lang. Die Unterfamilie wird durch ein einziges Merkmal diagnostiziert. Die Geschlechtspapille geschlechtsreifer Männchen sitzt normalerweise an der Spitze des ersten Flossenstrahls am Vorderrand der Afterflosse.

## Gattungen und Arten
- Gattung Delphinwelse (Ageneiosus)
  - Ageneiosus akamai Ribeiro et al., 2017
  - Ageneiosus apiaka Ribeiro et al., 2017
  - Ageneiosus inermis Linnaeus, 1766
  - Ageneiosus intrusus Ribeiro et al., 2017
  - Ageneiosus lineatus Ribeiro et al., 2017
  - Ageneiosus magoi Castillo & Brull G., 1989
  - Ageneiosus marmoratus Eigenmann, 1912
  - Ageneiosus militaris Valenciennes, 1835
  - Ageneiosus pardalis Lütken, 1874
  - Ageneiosus polystictus Steindachner, 1915
  - Ageneiosus ucayalensis Castelnau, 1855
  - Ageneiosus vittatus Steindachner, 1908
- Gattung Asterophysus
  - Asterophysus batrachus Kner, 1858
- Gattung Auchenipterichthys

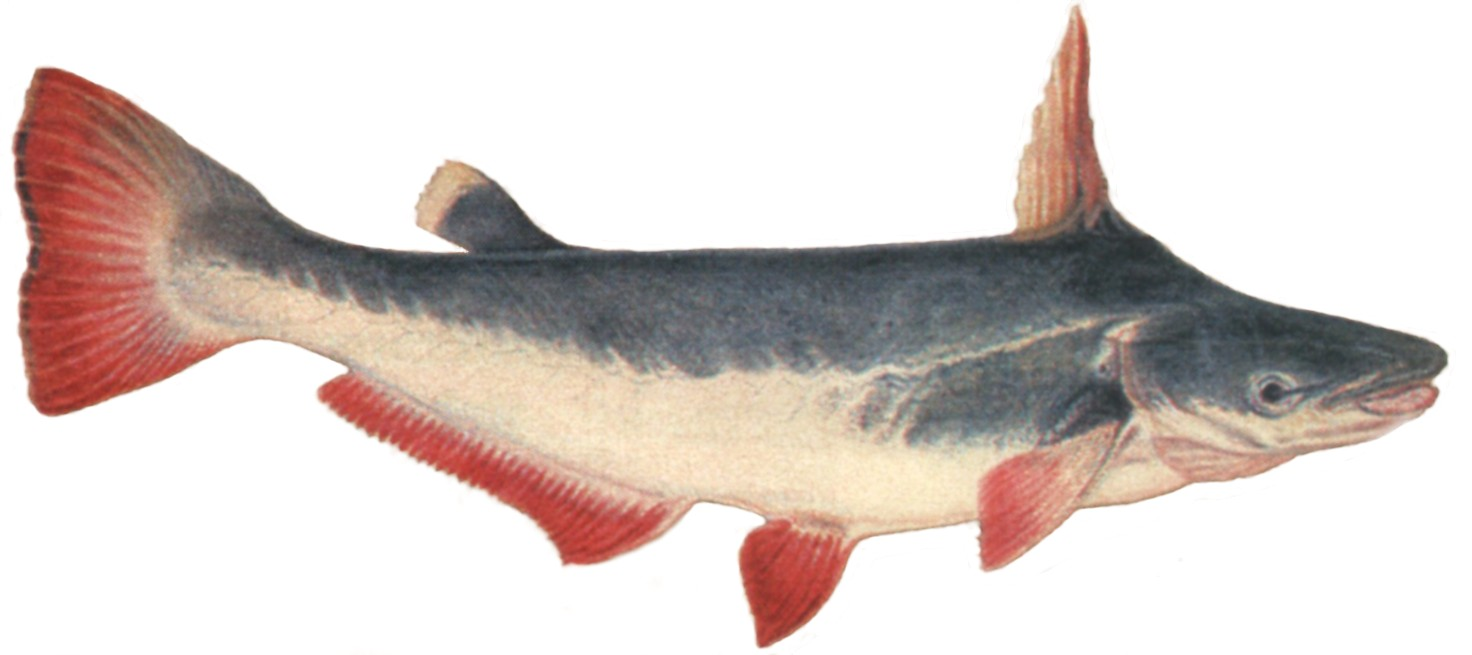
Ageneiosus sp.

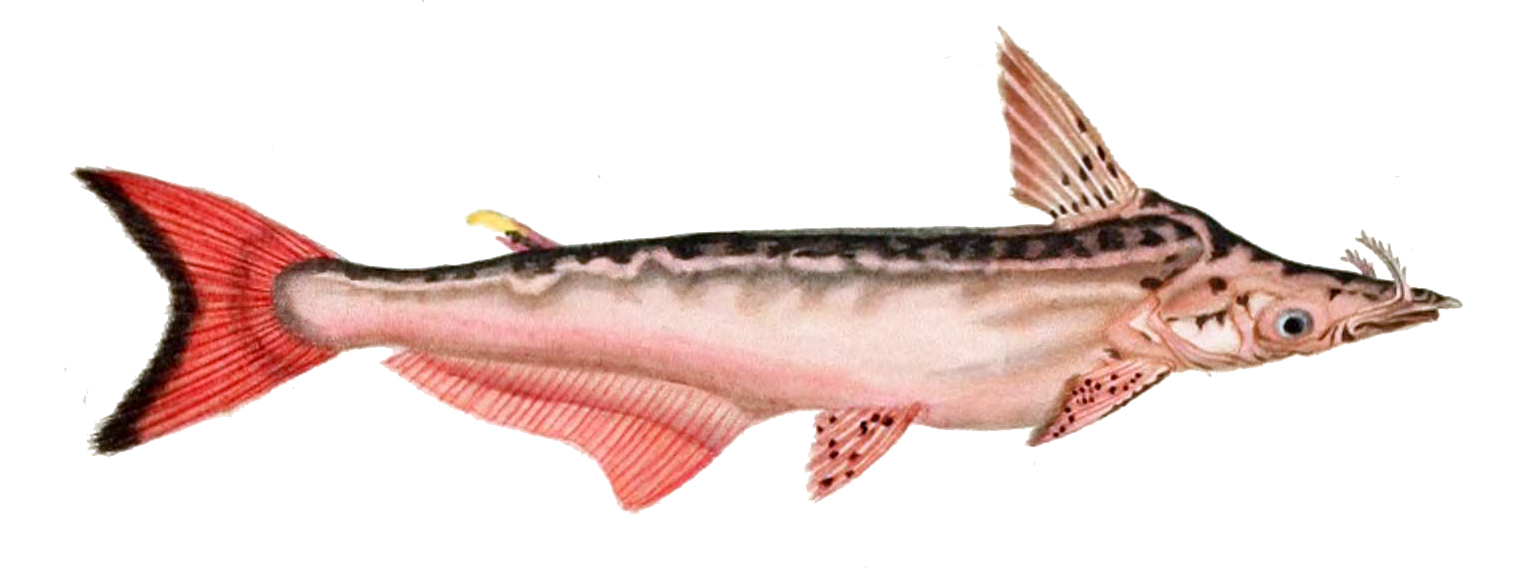
Ageneiosus militaris

  - Auchenipterichthys coracoideus Eigenmann & Allen, 1942
  - Auchenipterichthys longimanus Günther, 1864
  - Auchenipterichthys punctatus Valenciennes, 1840
  - Auchenipterichthys thoracatus Kner, 1858

- Gattung Auchenipterus

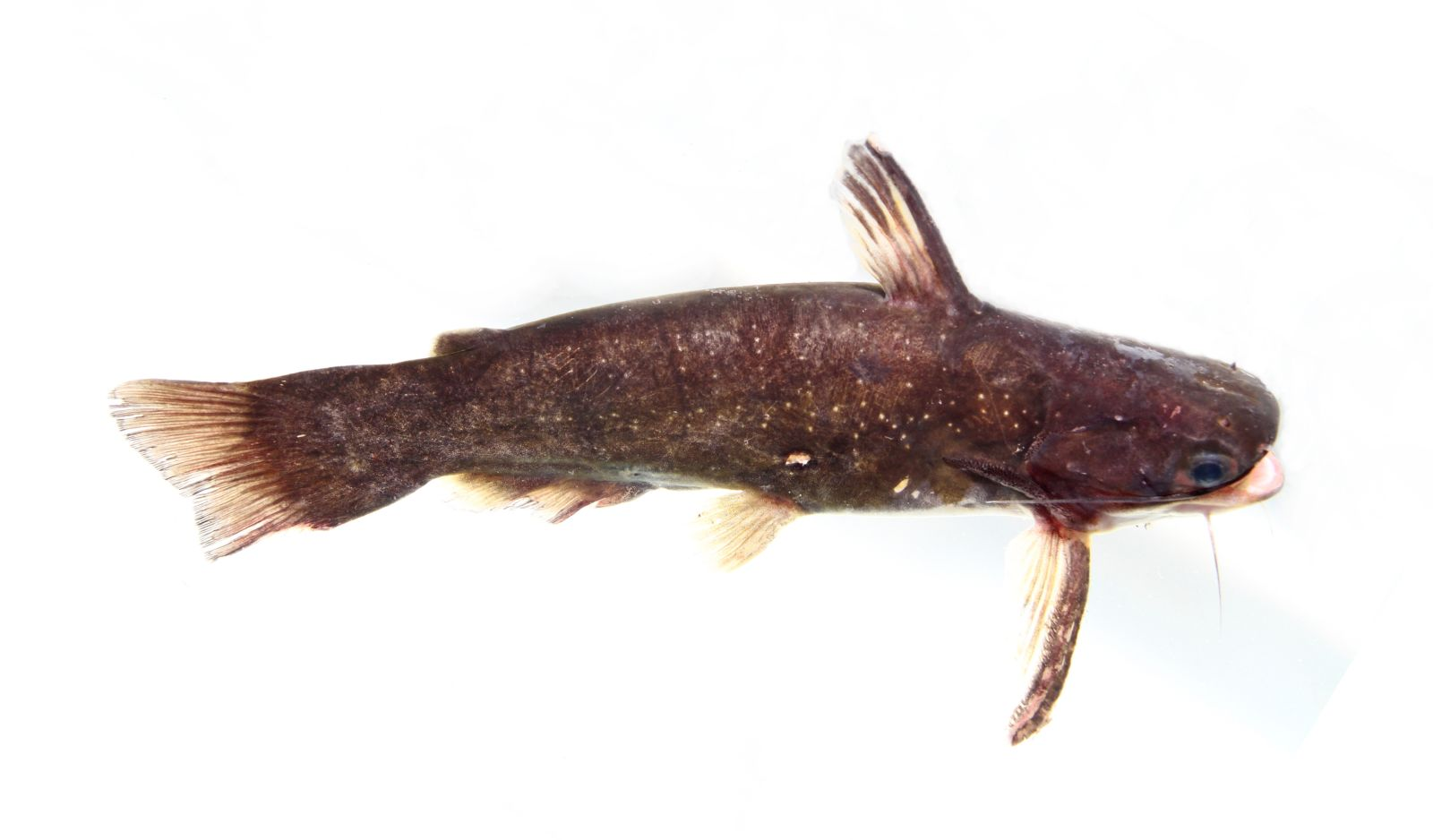
Auchenipterichthys sp.

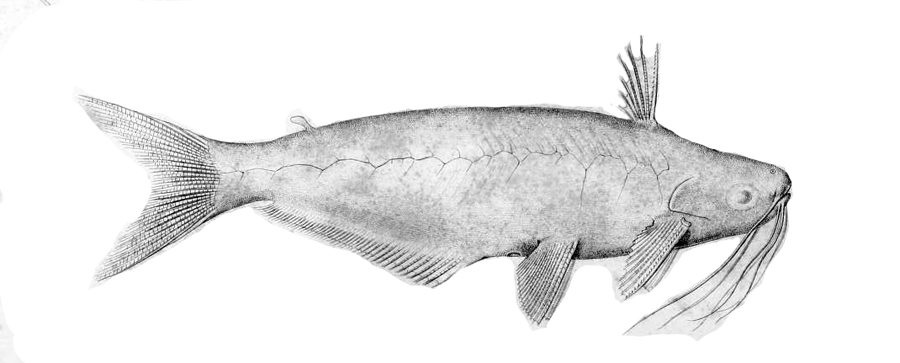
Auchenipterus dentatus

  - Auchenipterus ambyiacus Fowler, 1915
  - Auchenipterus brachyurus Cope, 1878
  - Auchenipterus brevior Eigenmann, 1912
  - Auchenipterus britskii Ferraris & Vari, 1999
  - Auchenipterus demerarae Eigenmann, 1912
  - Auchenipterus dentatus Valenciennes, 1840
  - Auchenipterus fordicei Eigenmann & Eigenmann, 1888
  - Auchenipterus menezesi Ferraris & Vari, 1999
  - Auchenipterus nigripinnis Boulenger, 1895
  - Auchenipterus nuchalis Spix & Agassiz, 1829
  - Auchenipterus osteomystax Miranda Ribeiro, 1918

- Gattung Entomocorus
  - Entomocorus benjamini Eigenmann, 1917
  - Entomocorus gameroi Mago-Leccia, 1984

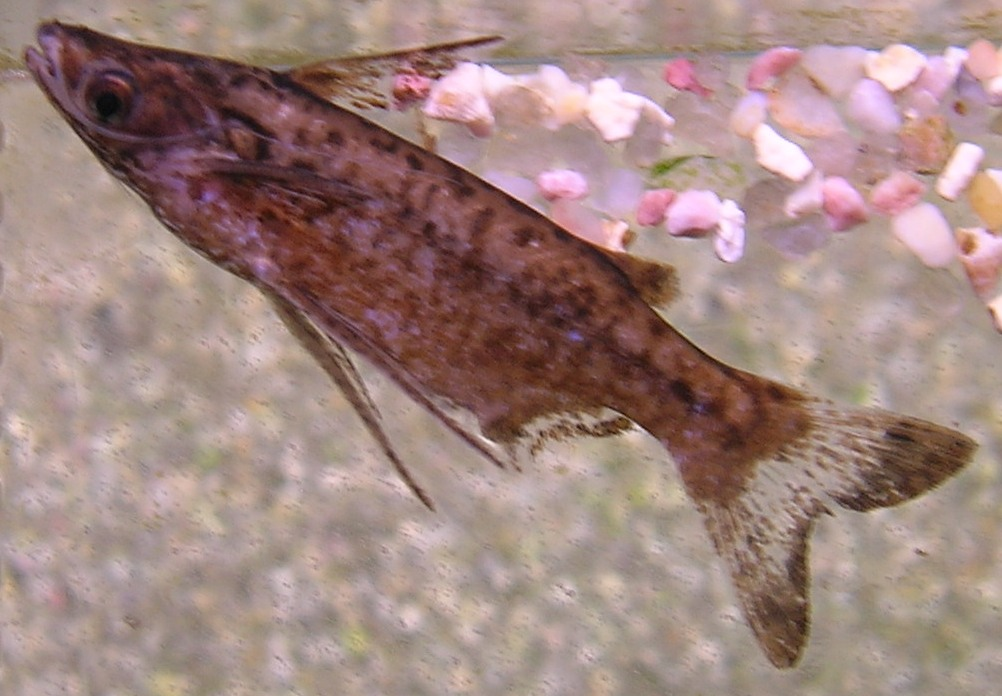
Entomocorus radiosus

  - Entomocorus melaphareus Akama & Ferraris, 2003
  - Entomocorus radiosus Reis & Borges, 2006
- Gattung Epapterus
  - Epapterus blohmi Vari, Jewett, Taphorn & Gilbert, 1984
  - Epapterus dispilurus Cope, 1878
- Gattung Liosomadoras
  - Liosomadoras morrowi Fowler, 1940
  - Liosomadoras oncinus Jardine & Schomburgk, 1841
- Gattung Parauchenipterus
  - Parauchenipterus analis Eigenmann & Eigenmann, 1888
  - Parauchenipterus brevibarbis Cope, 1878
  - Parauchenipterus isacanthus Cope, 1878
- Gattung Pseudauchenipterus
  - Pseudauchenipterus affinis (Steindachner, 1877)
  - Pseudauchenipterus flavescens Eigenmann & Eigenmann, 1888
  - Pseudauchenipterus jequitinhonhae Steindachner, 1877
  - Pseudauchenipterus nodosus Bloch, 1794
- Gattung Pseudepapterus
  - Pseudepapterus cucuhyensis Böhlke, 1951
  - Pseudepapterus gracilis Ferraris & Vari, 2000
  - Pseudepapterus hasemani Steindachner, 1915
- Gattung Pseudotatia
  - Pseudotatia parva Mees, 1974
- Gattung Spinipterus
  - Spinipterus acsi Akama & Ferraris, 2011
- Gattung Tetranematichthys
  - Tetranematichthys quadrifilis Kner, 1858
  - Tetranematichthys wallacei Vari & Ferraris, 2006
- Gattung Tocantinsia
  - Tocantinsia piresi Miranda-Ribeiro, 1920
- Gattung Trachelyichthys
  - Trachelyichthys decaradiatus Mees, 1974
  - Trachelyichthys exilis Greenfield & Glodek, 1977
- Gattung Trachelyopterichthys
  - Trachelyopterichthys anduzei Ferraris & Fernandez, 1987
  - Trachelyopterichthys taeniatus Kner, 1858

- Gattung Trachelyopterus

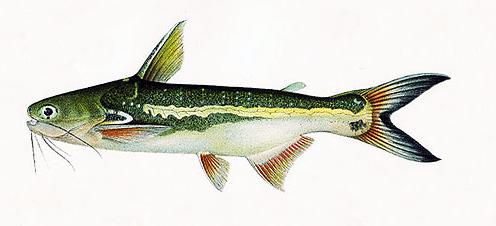
Trachelyopterus galeatus

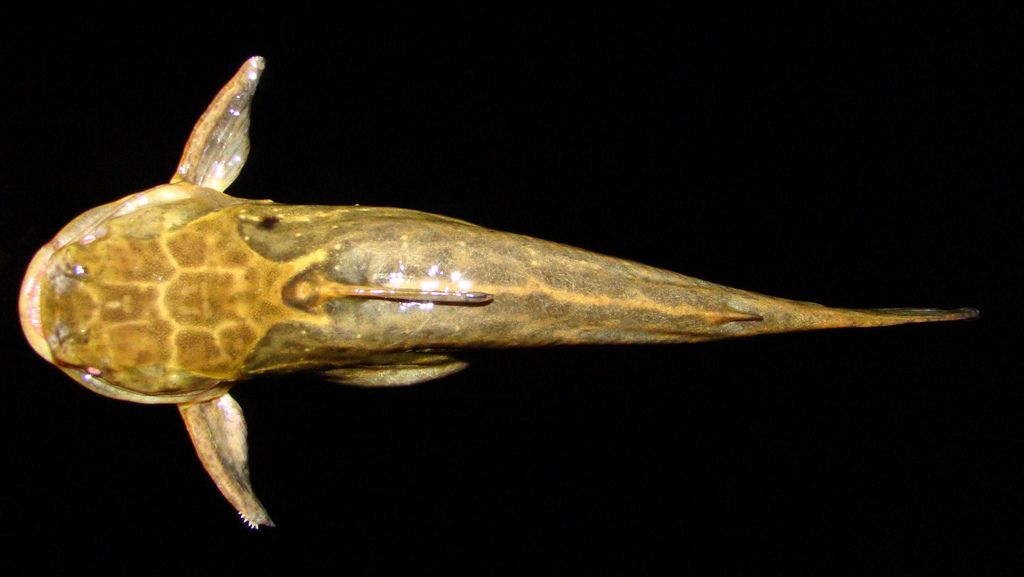
Trachelyopterus lucenai

  - Trachelyopterus albicrux Berg, 1901
  - Trachelyopterus amblops Meek & Hildebrand, 1913
  - Trachelyopterus ceratophysus Kner, 1858
  - Trachelyopterus coriaceus Valenciennes, 1840
  - Trachelyopterus fisheri Eigenmann, 1916
  - Trachelyopterus galeatus Linnaeus, 1766
  - Trachelyopterus insignis Steindachner, 1878
  - Trachelyopterus lacustris Lütken, 1874
  - Trachelyopterus leopardinus Borodin, 1927
  - Trachelyopterus lucenai Bertoletti, Pezzi da Silva & Pereira, 1995
  - Trachelyopterus peloichthys Schultz, 1944
  - Trachelyopterus striatulus Steindachner, 1877
  - Trachelyopterus teaguei Devincenzi, 1942
- Gattung Trachycorystes
  - Trachycorystes cratensis Miranda-Ribeiro, 1937
  - Trachycorystes obscurus Günther, 1863
  - Trachycorystes porosus Eigenmann & Eigenmann, 1888
  - Trachycorystes trachycorystes Valenciennes, 1840
- Gattung Tympanopleura
  - Tympanopleura atronasus (Eigenmann & Eigenmann, 1888)
  - Tympanopleura brevis (Steindachner, 1881)
  - Tympanopleura cryptica Walsh et al., 2015
  - Tympanopleura longipinna Walsh et al., 2015
  - Tympanopleura piperata Eigenmann, 1912
  - Tympanopleura rondoni (Miranda Ribeiro, 1914)